# Phacelophora
Phacelophora là một chi bướm đêm thuộc họ Geometridae.